# Pułk Kosovo
Pułk „Kosovo” (alb. Regjimenti i Kosovës) – ochotnicza kolaboracyjna formacja zbrojna złożona z Albańczyków w okupowanym Kosowie podczas II wojny światowej.
Pułk "Kosovo" został utworzony przez Niemców w 1943 w Kosowskiej Mitrowicy. Jego formowanie wspomagała Druga Liga Prizreńska, kolaboracyjna organizacja albańskich nacjonalistów, dążących do powstania tzw. Wielkiej Albanii. Na czele pułku stał Xhafer Deva. Pułk rekrutował się spośród członków ugrupowania Balli Kombëtar. Pułk walczył przeciwko partyzantom jugosłowiańskim, jest także oskarżany o przeprowadzanie czystek etnicznych wśród serbskiej ludności cywilnej zamieszkującej obszar Kosowa, od miejscowości Peć do Djakovicy i Prizrenu.
W 1944 Albańczycy zasilili szeregi nowo formowanej 21 Dywizji Górskiej SS "Skanderbeg".